# Біскейн-Парк (Флорида)
Біскейн-Парк (англ. Biscayne Park) — селище (англ. village) в США, в окрузі Маямі-Дейд штату Флорида. Населення — 3117 осіб (2020).

## Географія
Біскейн-Парк розташований за координатами 25°52′54″ пн. ш. 80°10′52″ зх. д. / 25.88167° пн. ш. 80.18111° зх. д. (25.881786, -80.181209).  За даними Бюро перепису населення США в 2010 році селище мало площу 1,63 км², уся площа — суходіл.

## Демографія
Згідно з переписом 2010 року, у селищі мешкало 3055 осіб у 1201 домогосподарстві у складі 760 родин. Густота населення становила 1870 осіб/км².  Було 1324 помешкання (810/км²).
Расовий склад населення:
| - 72,4 % — білих - 17,6 % — чорних або афроамериканців - 3,3 % — азіатів - 0,2 % — корінних американців - 0,1 % — вихідців з тихоокеанських островів - 2,8 % — осіб інших рас |

До двох чи більше рас належало 3,6 %. Частка іспаномовних становила 35,2 % від усіх жителів.
За віковим діапазоном населення розподілялося таким чином: 21,5 % — особи молодші 18 років, 67,6 % — особи у віці 18—64 років, 10,9 % — особи у віці 65 років та старші. Медіана віку мешканця становила 40,4 року. На 100 осіб жіночої статі у селищі припадало 94,8 чоловіків;  на 100 жінок у віці від 18 років та старших — 93,0 чоловіків також старших 18 років.
Середній дохід на одне домашнє господарство  становив 83 189 доларів США (медіана — 66 000), а середній дохід на одну сім'ю — 101 941 долар (медіана — 83 750). За межею бідності перебувало 14,8 % осіб, у тому числі 11,8 % дітей у віці до 18 років та 9,4 % осіб у віці 65 років та старших.
Цивільне працевлаштоване населення становило 1604 особи. Основні галузі зайнятості: науковці, спеціалісти, менеджери — 19,8 %, освіта, охорона здоров'я та соціальна допомога — 19,5 %, мистецтво, розваги та відпочинок — 12,7 %, будівництво — 10,6 %.